# Herbert Bauch
Herbert Bauch (n. 18 mai 1957, Berlinul de Est, RDG) este un boxer german, medaliat olimpic. A participat la o ediție a Jocurilor Olimpice (1980) în care a câștigat o medalie de bronz.

## Participări
Lista de mai jos prezintă principalele competiții la care a participat Herbert Bauch de-a lungul carierei.
- boxing at the 1980 Summer Olympics – light heavyweight[*]